# Evangelisch Centrum Europoort
Evangelisch Centrum Europoort is een pinkstergemeente in Rotterdam. Tot 2004 stond de gemeente bekend onder de naam Evangelisch Centrum De Kandelaar.

## Geschiedenis
De geschiedenis van EC Europoort gaat terug tot 1954. De gemeente ontstond doordat een aantal echtparen de zogeheten doop in de Heilige Geest ontvingen. Na enige tijd begonnen zij zelf met Bijbelstudies en dagelijkse bidstonden en kwam de groep als huisgemeente bij elkaar. In het eerste begin heette de gemeente Protestantse Christelijke groepering Pinksteren. 
In 1971 verhuisde men naar Rotterdam waar een samenkomstruimte werd gevonden. Aan de ’s-Gravendijkwal in Rotterdam werd begonnen met een koffiebar. Daaruit  begon een verdere groei van de gemeente en ontstond de naam De Kandelaar. In 1980 werd een grote bioscoop aan de Nieuwe Binnenweg in Rotterdam gekocht. Aan het gebouw werd ook de naam De Kandelaar gegeven. In de jaren 90 werd er ook een nieuwe gemeente gesticht in Maassluis.
In de tweede helft van de jaren negentig werd de gemeente beïnvloed door de zogenoemde Toronto Blessing. Een groot aantal mensen uit de traditionele kerken kwam hierdoor met het werk van de Heilige Geest in aanraking of kwam tot geloofsvernieuwing.
De gemeente raakte echter in crisis en in september 1998 was er een wisseling van leiderschap. Er kwam een statutair bestuur, bestaande uit zeven personen, en er werden mensen gevraagd een interim-bestuur te vormen. Hierin had onder andere Jan Sjoerd Pasterkamp zitting. Pasterkamp was vervolgens van 1999 tot 2007 senior voorganger van de gemeente.
Het boek "De erfenis van Adriaan" beschrijft in de vorm van een roman de geschiedenis van het ontstaan van de gemeente door de ogen van de schrijver Johan Lock.

## Huidige situatie
De gemeente werd sinds 2009 geleid door het voorgangersechtpaar Daniël en Hennie Renger. Zij werden in 2016 opgevolgd door Daniel en Sanne Pasterkamp, zoon en schoondochter van Jan Sjoerd Pasterkamp. Voor het uitvoeren van de dagelijkse taken in de gemeente is er een diakenraad en een kantoorbezetting. De leiding van de gemeente in Rotterdam besloot per 1 juni 2004 de naam te veranderen in Evangelisch Centrum Europoort. Dit onder andere vanwege de negatieve associaties - veroorzaakt door de crisis - die gepaard gingen met de naam De Kandelaar.